# Otto Hitzfeld
Pour les articles homonymes, voir Hitzfeld.
Otto Hitzfeld, né le 7 mai 1898 à Schluchsee — et mort le 6 décembre 1990 à Dossenheim, est un général d’infanterie allemand de la Heer (armée de Terre) dans la Wehrmacht pendant la Seconde Guerre mondiale.
Il a été récipiendaire de la croix de chevalier de la croix de fer. Cette décoration et ses grades supérieurs - les feuilles de chêne et glaives - sont attribués pour récompenser un acte d'une extrême bravoure sur le champ de bataille ou un commandement militaire avec succès.

## Décorations
- Badisches Militärverdienstkreuz 1. Klasse
- Médaille de la bravoure roumaine
- Insigne de combat d'infanterie en argent
- Insigne des blessés
  - en or
- Croix de fer
  - 2e classe
  - 1re classe
- Croix de chevalier de la croix de fer avec feuilles de chêne et glaives
  - Croix de chevalier le 30 octobre 1941 en tant que Oberstleutnant et commandant du Infanterie-Regiment 213
  - 65e feuilles de chêne le 16 janvier 1942 en tant que Oberstleutnant et commandant du Infanterie-Regiment 213
  - 158e glaives le 9 mai 1945 en tant que General der Infanterie et commandant du LXVII. Armeekorps
- Mentionné dans la revue Wehrmachtbericht